# Waldo County
Das Waldo County ist ein County im Bundesstaat Maine der Vereinigten Staaten. Der Sitz der Countyverwaltung (County Seat) befindet sich in Belfast, die größte Hafenstadt ist Searsport.

## Geschichte

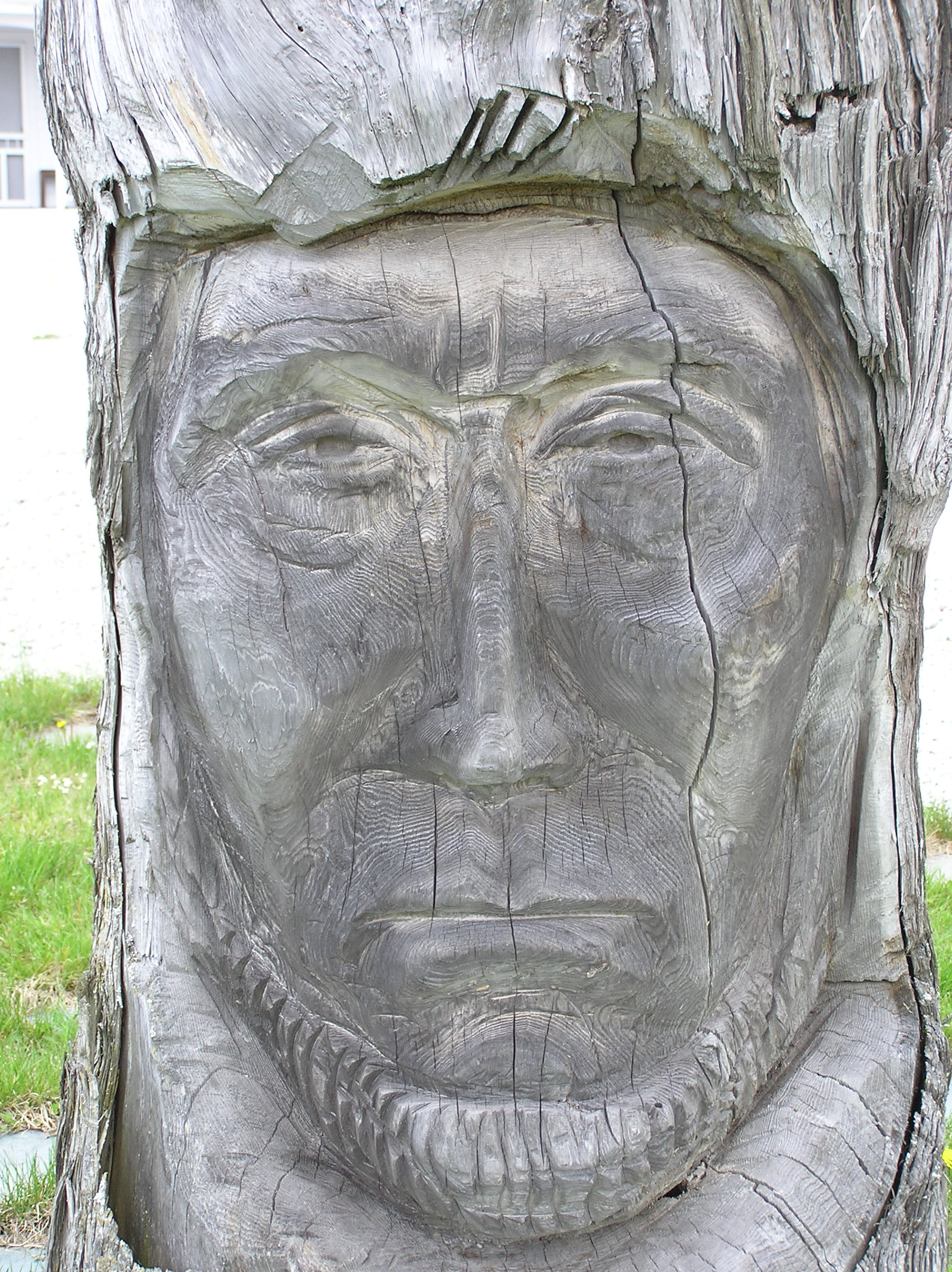
Der Marlboro Packard Tree ist ein Baum, der am Todestag von Abraham Lincoln gepflanzt und in den das Gesicht von Marlboro Packard, einem Meister des Schiffbaus seiner Zeit, geschnitzt wurde.

Das County ging aus einem Landstreifen hervor, den das Council for New England 1630 zwei Engländern, John Beauchamp und Thomas Leverett, zur Urbarmachung durch neue Siedler zusprach. Dieser Landstreifen entsprach etwa dem heutigen Waldow County gemeinsam mit dem Gebiet des heutigen Knox County (ohne die Fox Islands). Innerhalb kurzer Zeit wurde mit Handwerkern und Bauern eine Handelsstation am George’s River, an der Stelle des heutigen Thomaston, aufgebaut. Der gesamte Landstrich wurde 1640 zum „York County“ erklärt. Durch den Krieg zwischen Engländern und Franzosen 1768 wurde die Besiedlung aber unterbrochen.
Erst 1719 wurde die Besiedlung des Gebiets durch John Leverett, den Urenkel eines der ursprünglichen Patentinhaber, fortgesetzt. Er teilte das Gebiet in 10 Bereiche auf, die von 10 Beauftragten Kolonisiert werden sollten. Diese zehn Gebiete wurden wiederum unterteilt, so dass insgesamt zwanzig Teilgebiete an Prospektoren übergeben wurden. Unter diesen zwanzig Prospektoren waren auch die Brüder Cornelius und John Waldo aus Boston, die später andere Anteile der zwanzig Teilgebiete kauften und so zu Namensgebern der Region wurden.
Ganz besonders Samuel Waldo, der 1726 zum General der Engländer ernannt worden war, tat sich in der Förderung der Ansiedlung von Immigranten hervor. Seine Bemühungen, neue Siedler in Europa anzuwerben, waren von Erfolg gekrönt.
Durch die stetig ansteigende Bevölkerungszahl und dadurch beständig steigenden Verwaltungsaufwand wurde aus York County 1760 Lincoln County ausgegliedert, und 1789 aus diesem wiederum Hancock County. Am 7. Februar 1827 wurde durch eine erneute Unterteilung Waldo County von Hancock County abgetrennt. Damals enthielt es auch das Gebiet des heutigen Knox County, das erst 1860 von Waldo County getrennt wurde und dabei fünf größere Ansiedlungen übernahm.
Danach blieben die Bevölkerungszahlen auf annähernd gleichem Level; die Volkszählung von 1870 ergab 34.640 Einwohner, die Zählung von 1880 nur noch 32.468 Bewohner des Countys. Auch heute bewegt sich diese Zahl mit rund 36.000 Einwohnern in derselben Größenordnung.
Eine Stätten des Countys hat aufgrund ihrer geschichtlichen Bedeutung den Status einer National Historic Landmark, das Fort Knox. Insgesamt sind 63 Bauwerke und Stätten des Countys im National Register of Historic Places eingetragen (Stand 11. November 2017).

## Geographie

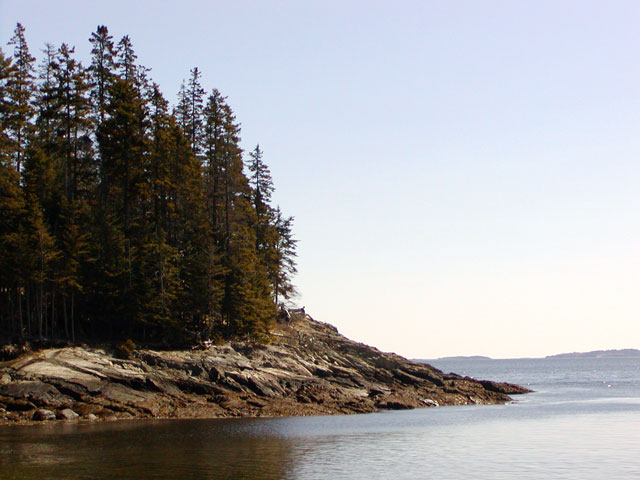
Pendleton Point

Nach Angaben des U.S. Census Bureau hat das County eine Gesamtfläche von 2209 Quadratkilometern. Davon sind 319 Quadratkilometer, entsprechend 14,43 Prozent, Wasserflächen.
Das County weist, im Gegensatz zu den weiter nördlich gelegenen Countys Maines, keine Bergketten und Seenplatten auf, da es lediglich den Küstenstreifen rund um die Mündung des schiffbaren Penobscot River, der einen wichtigen Verkehrsweg ins Hinterland darstellt, und das westlich davon gelegene Flachland beinhaltet. Eine große Zahl vorgelagerter Inseln macht das Gebiet touristisch interessant. Die größte Hafenstadt des Countys, Searsport, liegt verkehrsgünstig nahe der Hauptsiedlungen im westlichen Mündungsdelta des Flusses. Das County grenzt im Uhrzeigersinn an die Countys: Penobscot County, Hancock County, Knox County, Lincoln County, Kennebec County und Somerset County.

## Demografische Daten

Alterspyramide des Waldo Countys (Stand: 2000)

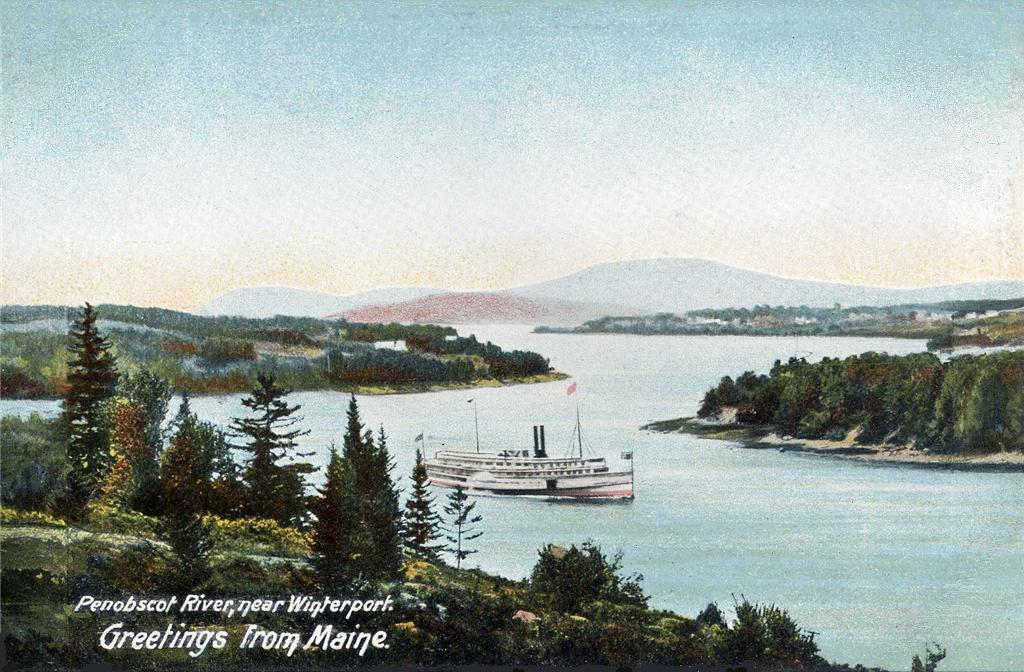
Der Penobscot River nahe Winterport

Nach der Volkszählung im Jahr 2000 lebten im County 36.280 Menschen. Es gab 14.726 Haushalte und 10.057 Familien. Die Bevölkerungsdichte betrug 19 Einwohner pro Quadratkilometer. Ethnisch betrachtet setzte sich die Bevölkerung zusammen aus 97,89 % Weißen, 0,19 % Afroamerikanern, 0,40 % amerikanischen Ureinwohnern, 0,21 % Asiaten, 0,01 % Bewohnern aus dem pazifischen Inselraum und 0,16 % aus anderen ethnischen Gruppen; 1,15 % stammten von zwei oder mehr ethnischen Gruppen ab. 0,59 % der Bevölkerung waren spanischer oder lateinamerikanischer Abstammung.
Von den 14.726 Haushalten hatten 30,70 % Kinder und Jugendliche unter 18 Jahre, die bei ihnen lebten. 55,20 % waren verheiratete, zusammenlebende Paare, 9,00 % waren allein erziehende Mütter. 31,70 % waren keine Familien. 24,90 % waren Singlehaushalte und in 9,60 % lebten Menschen im Alter von 65 Jahren oder darüber. Die Durchschnittshaushaltsgröße betrug 2,43 und die durchschnittliche Familiengröße lag bei 2,88 Personen.
Auf das gesamte County bezogen setzte sich die Bevölkerung zusammen aus 24,20 % Einwohnern unter 18 Jahren, 7,50 % zwischen 18 und 24 Jahren, 27,80 % zwischen 25 und 44 Jahren, 26,80 % zwischen 45 und 64 Jahren und 13,60 % waren 65 Jahre alt oder darüber. Das Durchschnittsalter betrug 39 Jahre. Auf 100 weibliche Personen kamen 96,60 männliche Personen, auf 100 Frauen im Alter ab 18 Jahren kamen statistisch 93,80 Männer.
Das jährliche Durchschnittseinkommen eines Haushalts betrug 33.986 USD, das Durchschnittseinkommen der Familien betrug 40.402 USD. Männer hatten ein Durchschnittseinkommen von 29.644 USD, Frauen 23.816 USD. Das Prokopfeinkommen betrug 17.438 USD. 13,90 % der Bevölkerung und 10,90 % der Familien lebten unterhalb der Armutsgrenze. 18,60 % davon waren unter 18 Jahre und 12,20 % waren 65 Jahre oder älter.

## Städte und Gemeinden
Waldo County ist unterteilt in 26 Verwaltungseinheiten; Eine City und 25 Towns. Es gibt im Waldo County keine Plantations. Zudem gibt es drei Villages ohne eigenständige Rechte, die von den Towns verwaltet werden, in denen sie liegen.
| Ortschaft                      | Status | Einwohner (2020) | Gesamtfläche [km²] | Landfläche [km²] | Bevölkerungsdichte [Einwohner / km²] | Gründung          |
| ------------------------------ | ------ | ---------------- | ------------------ | ---------------- | ------------------------------------ | ----------------- |
| Belfast Shire Town des Countys | City   | 6.938            | 99,4               | 88,2             | 78,7                                 | 29. Juni 1773     |
| Belmont                        | Town   | 976              | 36,8               | 35,3             | 27,7                                 | 2. Februar 1814   |
| Brooks                         | Town   | 1.010            | 65,7               | 63,9             | 15,8                                 | 10. Dezember 1816 |
| Burnham                        | Town   | 1.096            | 106,8              | 100,7            | 10,9                                 | 4. Februar 1824   |
| Frankfort                      | Town   | 1.231            | 67,1               | 63,7             | 19,3                                 | 25. Juni 1789     |
| Freedom                        | Town   | 711              | 57,6               | 55,7             | 12,8                                 | 11. Juni 1813     |
| Islesboro                      | Town   | 583              | 178,4              | 37,0             | 15,8                                 | 28. Januar 1789   |
| Jackson                        | Town   | 610              | 65,7               | 65,4             | 9,3                                  | 12. Juni 1818     |
| Knox                           | Town   | 811              | 75,6               | 75,0             | 10,8                                 | 12. Februar 1819  |
| Liberty                        | Town   | 934              | 73,6               | 67,3             | 13,9                                 | 31. Januar 1827   |
| Lincolnville                   | Town   | 2.312            | 113,1              | 96,7             | 23,9                                 | 23. Juni 1802     |
| Monroe                         | Town   | 931              | 101,1              | 100,8            | 9,2                                  | 12. Januar 1818   |
| Montville                      | Town   | 1.020            | 111,7              | 110,5            | 9,2                                  | 18. Februar 1807  |
| Morrill                        | Town   | 971              | 44,3               | 42,9             | 22,6                                 | 3. März 1855      |
| Northport                      | Town   | 1.550            | 90,6               | 61,6             | 25,2                                 | 13. Februar 1796  |
| Palermo                        | Town   | 1.570            | 112,9              | 105,1            | 15,0                                 | 23. Juni 1804     |
| Prospect                       | Town   | 698              | 52,3               | 46,9             | 14,9                                 | 24. Februar 1794  |
| Searsmont                      | Town   | 1.400            | 101,4              | 97,8             | 14,3                                 | 5. Februar 1814   |
| Searsport                      | Town   | 2.649            | 110,2              | 74,2             | 35,7                                 | 13. Februar 1845  |
| Stockton Springs               | Town   | 1.533            | 77,3               | 50,9             | 30,1                                 | 13. März 1857     |
| Swanville                      | Town   | 1.377            | 56,1               | 51,1             | 27,0                                 | 19. Februar 1818  |
| Thorndike                      | Town   | 774              | 65,4               | 65,4             | 11,8                                 | 15. Februar 1819  |
| Troy                           | Town   | 1.018            | 93,0               | 90,4             | 11,3                                 | 22. Februar 1812  |
| Unity                          | Town   | 2.292            | 107,1              | 102,1            | 22,5                                 | 22. Februar 1804  |
| Waldo                          | Town   | 795              | 50,0               | 50,0             | 15,9                                 | 17. März 1845     |
| Winterport                     | Town   | 3.817            | 96,0               | 92,0             | 41,5                                 | 12. März 1860     |

| Villages ohne eigenständige Rechte - East Thorndike - East Troy - Sandy Point | Census-designated places - Searsport (CDP) (992) - Unity (Maine) (496) - Winterport (CDP) (1.340) |